# Friedrich de La Motte-Fouqué
Pour les articles homonymes, voir La Motte.
 (octobre 2023).
Si vous disposez d'ouvrages ou d'articles de référence ou si vous connaissez des sites web de qualité traitant du thème abordé ici, merci de compléter l'article en donnant les références utiles à sa vérifiabilité et en les liant à la section « Notes et références ».
Friedrich Heinrich Karl de la Motte, Baron Fouqué, dit Pellegrin et A.L.T. Frank, né le 12 février 1777 à Brandebourg-sur-la-Havel et mort le 23 janvier 1843 à Berlin, est un écrivain romantique prussien.

## Biographie et carrière
La Motte-Fouqué descend d’une famille de huguenots originaires du village de La Motte-Fouquet  en Normandie, les La Motte-Fouquet, qui émigra en Allemagne pour fuir la Sainte Ligue catholique pendant les guerres de religion. Petit-fils d'Heinrich August de La Motte-Fouqué, l’un des généraux de Frédéric le Grand, fils unique de Heinrich Karl de La Motte-Fouqué, officier dans l'armée prussienne, et de Louise von Schlegell, qui est issue d'une ancienne famille noble allemande, filleul de Frédéric II, La Motte-Fouqué veut lui aussi devenir officier, mais sa mère le dirige vers les sciences et l'étude du droit. Toutefois, il abandonne finalement ses études universitaires à Halle pour entrer dans l’armée. Parvenu au grade de cornette dès l'âge de 17 ans, il prend part à la campagne du Rhin en 1794. Puis il sert comme lieutenant dans le régiment de cuirassiers du duc de Weimar à Aschersleben.
En 1798, il épouse en premières noces Marianne von Schubaert, mais ce mariage n’est pas heureux et se conclut par un divorce en 1802. À cette occasion, il lui cède l'ensemble de sa fortune, afin qu'elle ne retrouve pas une position dépendante auprès de son père. 
À Weimar, il rencontre Goethe, Schiller et Herder. En 1803, il épouse en secondes noces Caroline von Briest, avec laquelle il a une fille, Marie, dans l'année. Il donne alors sa démission de l'armée, et le couple s'installe à Nennhausen, propriété installé près de Rathenow et appartenant à son épouse. L'un et l'autre se consacrent alors à la littérature, La Motte-Fouqué publiant alors sous le pseudonyme de « Pellegrin ». Il est introduit auprès d’August Wilhelm Schlegel, qui publie son premier ouvrage, Dramatische Spiele (« Jeux dramatiques »), en 1804.
Son travail suivant, Romanzen vom Thal Ronceval (« Romances de la vallée de Roncevaux », 1805), montre plus manifestement son allégeance aux figures romantiques, et, dans l’Histoire du noble chevalier Galmy (Historie vom edlen Ritter Galmy) (1806), il versifie une romance de la chevalerie médiévale du XVIe siècle.

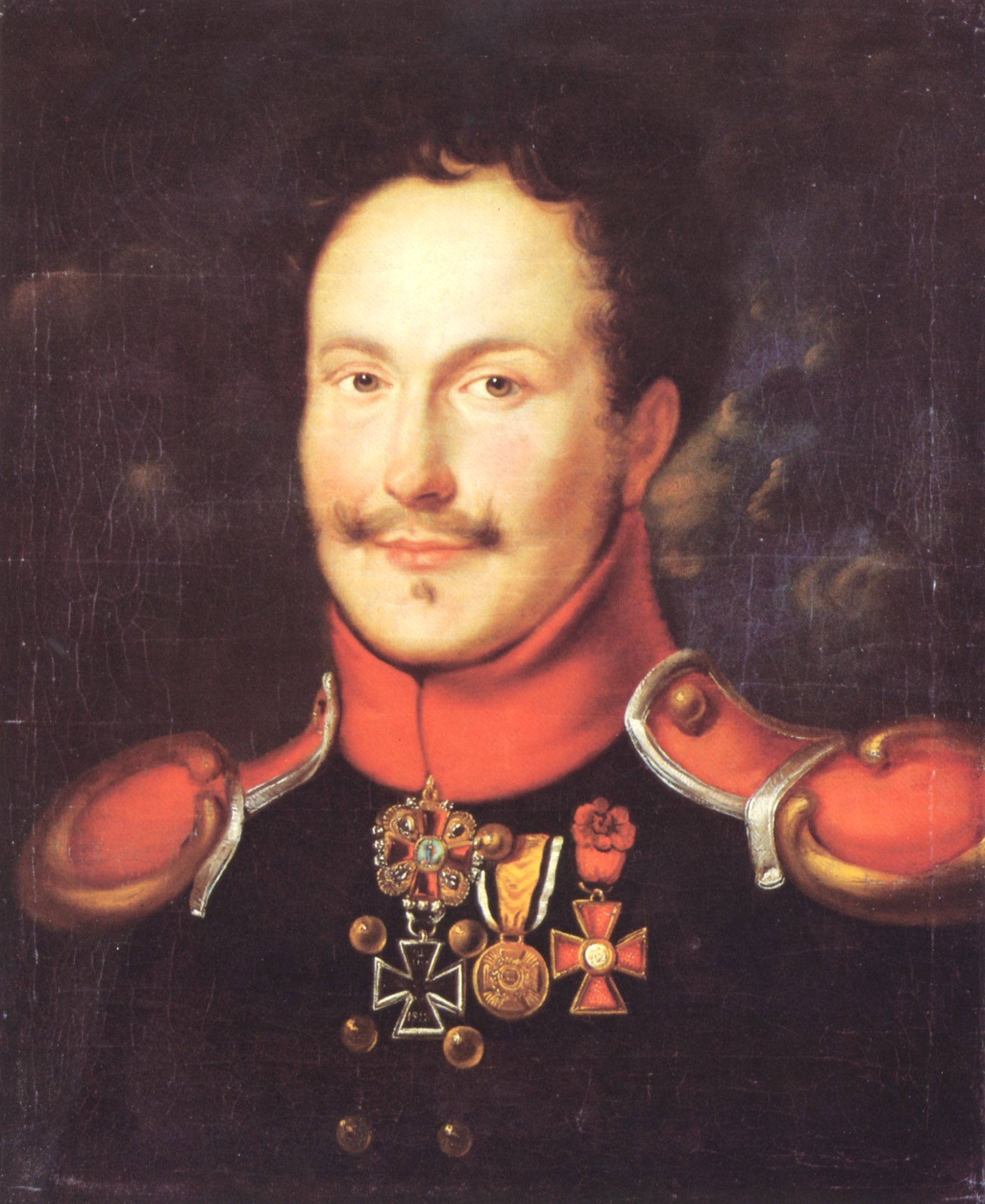
La Motte-Fouqué en uniforme de hussard, vers 1815.

Sigurd der Schlangentöter, ein Heldenspiel (« Sigurd, le tueur de serpent, un jeu héroïque », 1808), la première dramatisation allemande moderne des lieder des Nibelungen, attire l’attention sur lui et influence considérablement les versions suivantes de l’histoire, telles que les Nibelungen de Friedrich Hebbel et l'Anneau du Nibelung de Richard Wagner. Ces premiers écrits indiquent les directions que Fouqué va suivre dans la suite de son activité littéraire ; ses centres d’intérêt portent à la fois sur la chevalerie médiévale et la mythologie nordique. En 1813, l’année de la révolte contre Napoléon, il sert comme lieutenant de chasseurs à cheval au régiment de Brandebourg, commandé par le prince Guillaume de Prusse, frère du roi, et prend part à la Bataille de Lützen le 2 mai 1813, où il est blessé légèrement en dégageant le prince, enveloppé dans la mêlée, puis à la Bataille de Kulm et à celle de Leipzig. Sa santé le contraint ensuite à quitter l'armée; on lui accorde alors le grade de major de cavalerie. Plus tard, il sera fait chevalier de l'Aigle rouge. Ce nouveau patriotisme permet au public allemand d'avoir la révélation de ses œuvres.
Entre 1810 et 1815 la popularité de Fouqué est à son sommet ; les nombreux romans, pièces, romances et épopées, qui sortent à un rythme extraordinaire, correspondent exactement à l’humeur du moment. Ondine, qui paraît vers 1811, est l’un des contes allemands les plus charmants et l’un des seuls ouvrages de Fouqué qui continue à vivre aujourd’hui.[réf. nécessaire] Il servit de source d’inspiration à deux opéras d’E.T.A. Hoffmann et d’Albert Lortzing. On peut, cependant, avoir une idée plus complète de ses pouvoirs à travers deux de ses romans d'amour, Der Zauberring (« L'anneau magique », 1813) et Die Fahrten Thiodolfs des Isländers (« Les Voyages de Theodulphe l'Islandais », 1815). On compte Brentano, Hoffmann et Adelbert von Chamisso parmi ses amis.
À partir de 1820, la qualité des œuvres de Fouqué se détériore, en partie à cause de la facilité avec laquelle il écrit, et il ne parvient pas à suivre l’évolution du goût des Allemands. Il s’accroche avec ténacité à l’attirail du romantisme ; mais, dans la froide et sobre lumière de l’âge post-romantique, celui-ci paraît seulement léger et théâtral. La puissance imaginative de ses premières années l’abandonne, et le sobriquet de « Don Quichotte du romantisme » que ses ennemis lui appliquent n’est pas injustifié.[réf. nécessaire]

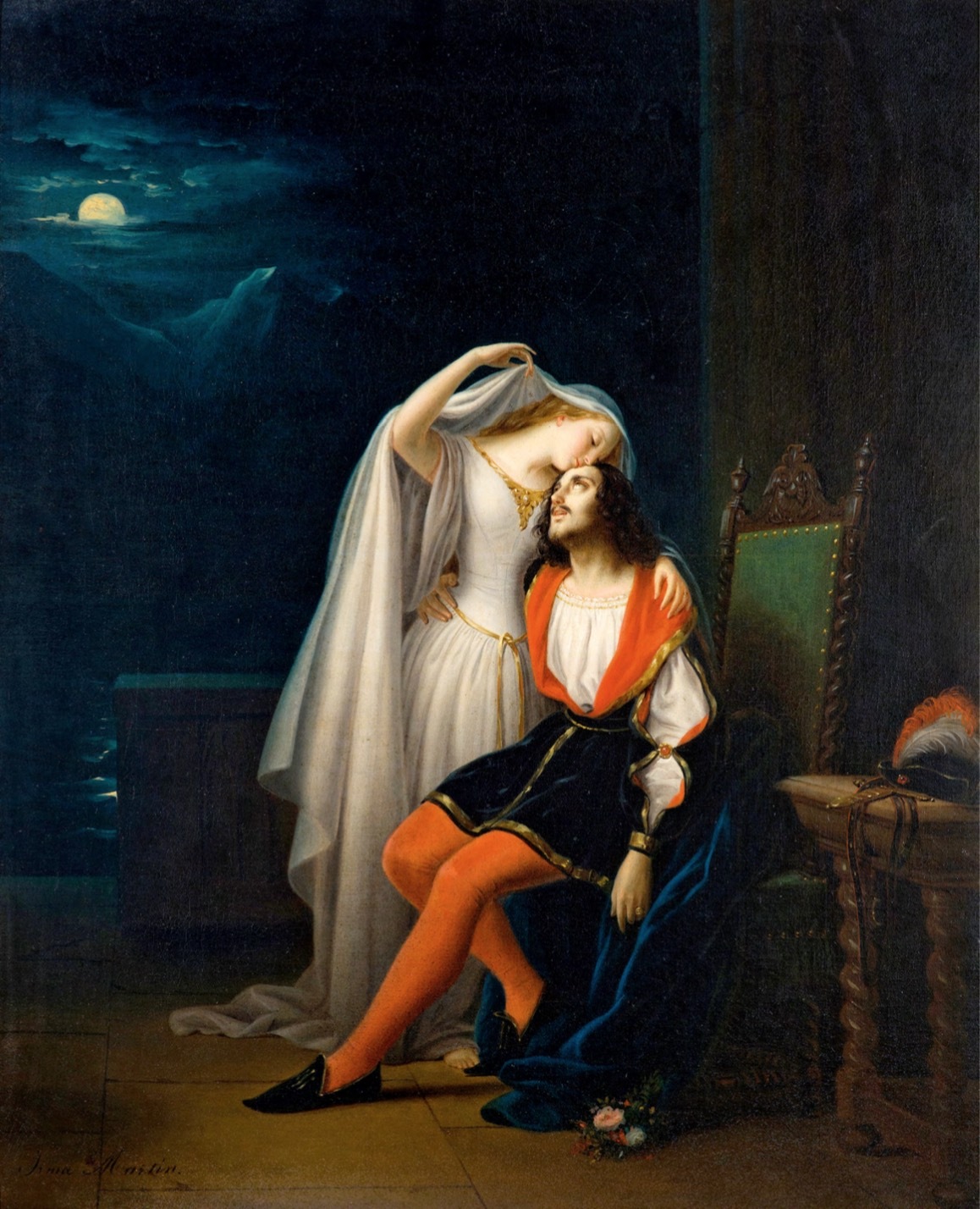
Irma Martin, Ondine donne à son mari le baiser qui doit le faire mourir, 1842.

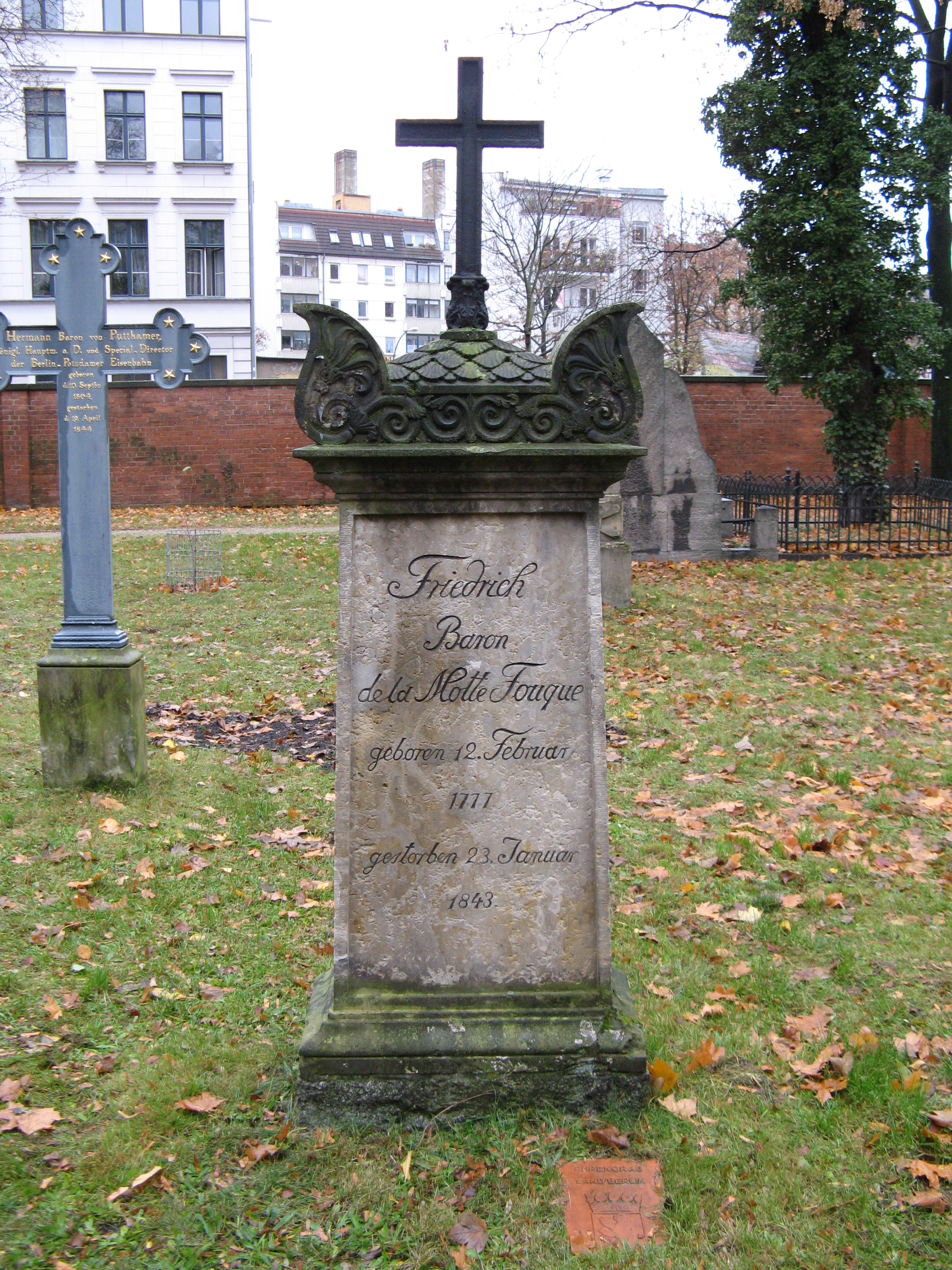
Pierre tombale de La Motte-Fouqué à l'ancien cimetière de garnison, cimetière de Berlin.

Après la mort de Caroline von Briest en 1831, ses biens passant directement à ses enfants, Fouqué obtient une place de lecteur à l'université de Halle-sur-Saale, où il donne des cours de littérature et de poésie. Puis, le 25 avril 1833, il se remarie avec la fille d'un officier suédois, la jeune Albertine Tode. Face au déclin de la faveur populaire, la générosité de Frédéric-Guillaume III de Prusse lui apporte une grande consolation : le roi lui accorde une pension qui lui permet de passer ses dernières années dans l’aisance. Celle-ci pourra ensuite être reversée à sa femme après sa mort. En 1839, La Motte-Fouqué a un fils, Friedrich Wilhelm Karl, qui a pour parrains le roi et le prince royal. En 1841, il retourne à Berlin et publie des Œuvres choisies en douze volumes, la dernière édition de sa main. En 1843, un second fils, Wilhelm Waldemar Friedrich, voit le jour, six jours après la mort de son père, survenue le 23 janvier 1843.
La plupart des œuvres de Fouqué ont fait l’objet de traductions, et les traductions du Chevalier d’Aslauga, de Sintram et ses compagnons et de Ondine, ont été fréquemment rééditées. À noter la traduction d’Ondine par la baronne Albertine de La Motte-Fouqué, dont six chapitres sont présentés dans les Romantiques allemands, d’Armel Guerne, Desclée de Brouwer, 1956 et 1963, rééd. Phébus, 2004.

## Œuvres
- Pièces dramatiques (Dramatische Spiele), Berlin, Unger, 1804 .
- Romanzen vom Thal Ronceval, Berlin, 1805.
- Histoire du noble chevalier Galmy et d’une belle duchesse de Bretagne (Historie vom edlen Ritter Galmy und einer schönen Herzogin von Bretagne), 1806.
- Alwin, 1808.
- Ondine (Undine), 1811, traduit en français, initialement (1818) par Isabelle de Montolieu, puis objet de nombreuses retraductions.
- Livret de l’opéra Ondine avec une présentation de sa main, musique d’E. T. A. Hoffmann, 1816.
- Ernst Friedrich Wilhelm Philipp von Rüchel, général royalement prussien de l’infanterie (Ernst Friedrich Wilhelm Philipp von Rüchel, Königlich Preußischer General der Infanterie).
- Une biographie militaire, 2 volumes, Berlin, 1826.
- Œuvres choisies (Ausgewählte Werke), 12 volumes, Halle, 1841.

Éditions posthumes
- Déchets et peine ou les miroirs d’âme (Abfall und Buße oder die Seelenspiegel), Berlin 1844.
- Poèmes spirituels (Geistliche Gedichte), Berlin, 1846, 2. Aufl., 1858.
- Poèmes chrétiens (Christliche Gedichte), Berlin, 1862.